# Салтена (Каліфорнія)
Салтена (англ. Sultana) — переписна місцевість (CDP) в США, в окрузі Туларе штату Каліфорнія. Населення — 779 осіб (2020).

## Географія
Салтена розташована за координатами 36°32′47″ пн. ш. 119°20′10″ зх. д. / 36.54639° пн. ш. 119.33611° зх. д. (36.546344, -119.336041).  За даними Бюро перепису населення США в 2010 році переписна місцевість мала площу 1,15 км², уся площа — суходіл.

## Демографія
Згідно з переписом 2010 року, у переписній місцевості мешкало 775 осіб у 220 домогосподарствах у складі 165 родин. Густота населення становила 674 особи/км².  Було 242 помешкання (211/км²).
Расовий склад населення:
| - 40,6 % — білих - 0,8 % — азіатів - 0,4 % — корінних американців - 54,7 % — осіб інших рас |

До двох чи більше рас належало 3,5 %. Частка іспаномовних становила 89,7 % від усіх жителів.
За віковим діапазоном населення розподілялося таким чином: 38,5 % — особи молодші 18 років, 53,4 % — особи у віці 18—64 років, 8,1 % — особи у віці 65 років та старші. Медіана віку мешканця становила 27,1 року. На 100 осіб жіночої статі у переписній місцевості припадало 102,3 чоловіків;  на 100 жінок у віці від 18 років та старших — 104,7 чоловіків також старших 18 років.
Середній дохід на одне домашнє господарство  становив 35 294 долари США (медіана — 24 950), а середній дохід на одну сім'ю — 36 022 долари (медіана — 24 875). За межею бідності перебувало 60,5 % осіб, у тому числі 72,3 % дітей у віці до 18 років та 32,7 % осіб у віці 65 років та старших.
Цивільне працевлаштоване населення становило 337 осіб. Основні галузі зайнятості: сільське господарство, лісництво, риболовля — 37,7 %, освіта, охорона здоров'я та соціальна допомога — 16,0 %, науковці, спеціалісти, менеджери — 13,9 %.